# Clupea
Clupea là một chi cá trích trong họ Clupeidae. Chúng được tìm thấy trong các vùng biển nông, vùng biển ôn đới của Bắc Thái Bình Dương và các đại dương như Bắc Đại Tây Dương, bao gồm biển Baltic. Ba loài Clupea đã được công nhận. Các đơn vị phân loại chính gồm cá trích Đại Tây Dương (Clupea harengus) và cá trích Thái Bình Dương (Clupea pallasii) có thể được chia thành từng phân loài.

## Đặc điểm

### Cấu trúc
Các loài Clupea thuộc họ Clupeidae lớn hơn (cá trích, cá trích sông, cá mòi, cá mòi dầu), trong đó bao gồm khoảng 200 loài có cùng tính chất tương tự. Chúng là những con cá có ánh bạc màu có một vây lưng duy nhất, và mềm mại, không có gai. Chúng không có đường bên và có một hàm dưới nhô ra.
Kích thước của chúng khác nhau giữa các phân loài chẳng hạn như cá trích Baltic (Clupea harengus membras) là loại cá nhỏ từ 14 đến 18 cm trong khi cá trích Đại Tây Dương (C. h. harengus) có thể dài đến khoảng 46 cm (18 inch) và nặng 700 g (£ 1,5) và cá trích Thái Bình Dương dài đến khoảng 38 cm (15 inch).

### Tập tính
Cá trích con ăn thực vật phù du và khi chúng trưởng thành chúng bắt đầu ăn các sinh vật lớn hơn. Thức ăn của cá trích trưởng thành gồm động vật phù du, động vật nhỏ được tìm thấy trong vùng nước bề mặt đại dương, cá nhỏ và ấu trùng cá. Chân chèo và động vật giáp xác nhỏ khác là động vật phù du phổ biến nhất cho những bữa ăn của cá trích.
Trong ánh sáng ban ngày cá trích ở trạng thái an toàn của vùng nước sâu, chúng kiếm ăn ở bề mặt và chỉ vào ban đêm khi những kẻ săn mồi khó nhìn thấy chúng. Cá trích bơi với cái miệng mở toang để lọc sinh vật phù du từ nước khi nó đi qua mang. Động vật săn mồi của cá trích bao gồm con người, chim biển, cá heo, hải cẩu, sư tử biển, cá voi, cá mập, cá chó, cá ngừ, cá tuyết, cá hồi, cá bơn. Cá lớn khác cũng ăn cá trích trưởng thành.

## Khai thác

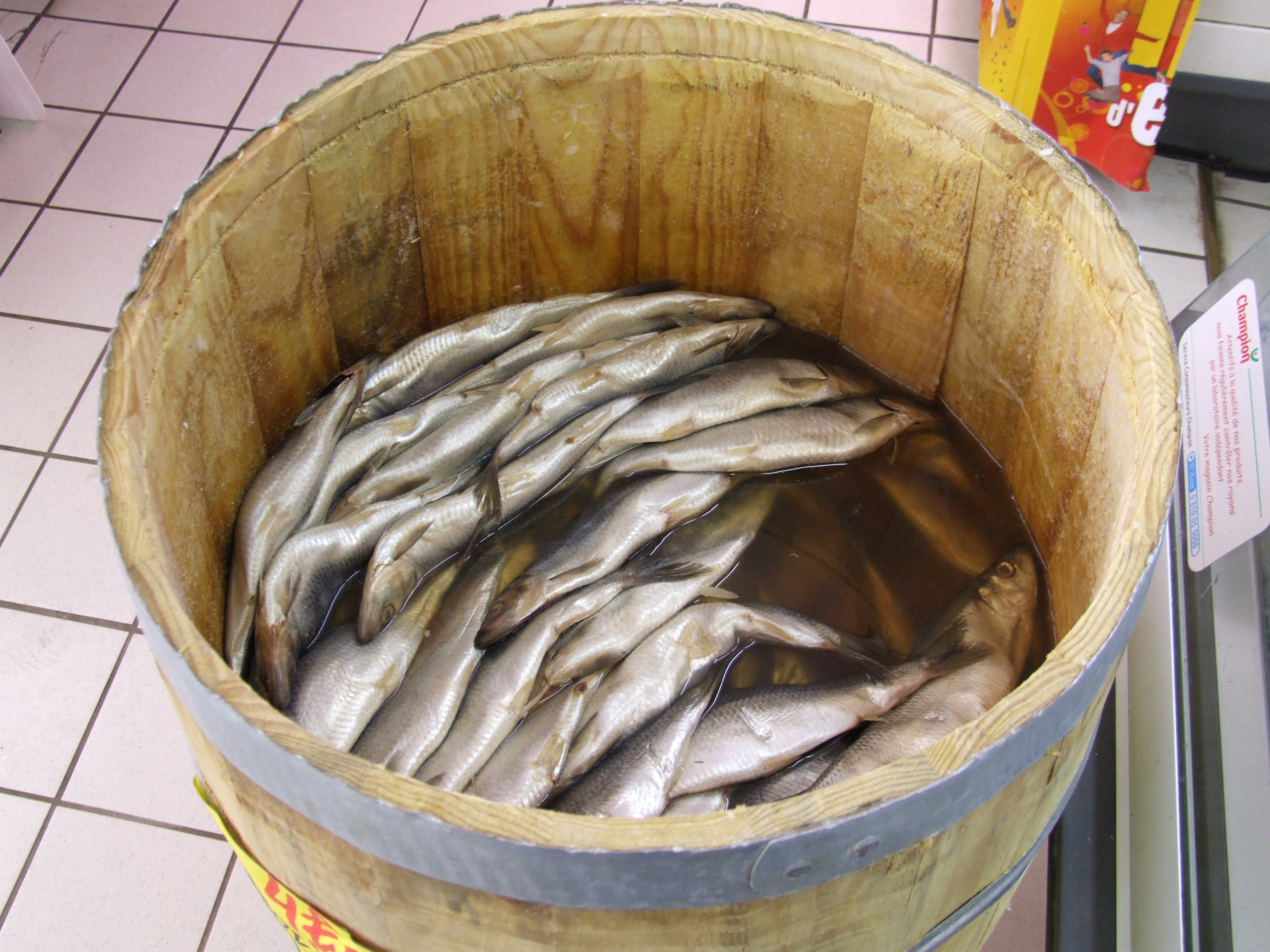
Thu hoạch cá trích

Cá trích là cá thức ăn gia súc di chuyển thành từng đàn lớn, đến mùa xuân chúng di chuyển đến bên bờ châu Âu và Mỹ, nơi chúng hình thành nguồn thủy sản thương mại quan trọng. Cá trích được thu hoạch để lấy thịt cá trích và trứng cá của chúng, và chúng thường được sử dụng như cá mồi. Việc buôn bán cá trích là một ngành quan trọng của nhiều nền kinh tế quốc gia. Tại châu Âu, cá đã được gọi là bạc của biển, và thương mại của nó đã rất đáng kể cho nhiều quốc gia mà nó đã được coi là ngành thủy sản thương mại quan trọng nhất trong lịch sử.

## Các loài
| Clupea bentincki Norman, 1936       | 28.4 cm | cm      | kg      | years    | [ 2 ]  | [ 3 ]  | [ 4 ]  | Not assessed  |
| Clupea harengus Linnaeus, 1758      | 45.0 cm | 30.0 cm | 1.05 kg | 22 years | [ 5 ]  | [ 6 ]  | [ 7 ]  | Least concern |
| - C. h. harengus Linnaeus, 1758     |         |         |         |          |        |        | [ 9 ]  |               |
| - C. h. membras Valenciennes, 1847  |         |         |         |          |        |        | [ 10 ] |               |
| Clupea pallasii Valenciennes, 1847  | 46.0 cm | 25.0 cm |         | 19 years | [ 11 ] | [ 12 ] | [ 13 ] | Not assessed  |
| - C. p. pallasii Valenciennes, 1847 | 46.0 cm | 25.0 cm |         |          | [ 11 ] |        | -      |               |
| - C. p. marisalbi L. S. Berg, 1923  | 34.0 cm |         |         |          | [ 14 ] |        | -      |               |
| - C. p. suworowi Rabinerson, 1927   | 31.5 cm |         |         |          | [ 16 ] |        | -      |               |